# Castle of Illusion Starring Mickey Mouse (videojuego de 8 bits)
I Love Mickey Mouse's Castle Illusion (アイラブミッキーマウスのキャッスル・イリユージヨン Ai Rabu Mikkī Mausu no Kyassuru Irūjon?) en Japón, es un videojuego 8-bit de plataformas, en la saga de Illusion de Disney, fue lanzada para Sega Master System en 1990 y Sega Game Gear en 1991.

## Jugabilidad
Este juego es un plataformas, donde controlas a Mickey Mouse en una mágica aventura para salvar a Minnie Mouse de las garras de una malvada bruja. Toda la acción se desarrolla en un enorme castillo. Cada mundo está dentro de una puerta. Al recoger las 7 gemas necesarias, podrás acceder a la torre, donde se esconde la bruja. Vences a los enemigos saltando encima, o tirándoles rocas o manzanas. También puedes recoger ítems para incrementar tu vida, conseguir vidas extra, o más puntos de bonus.
Las gemas se consiguen derrotando a un jefe, aunque en Game Gear y Master System hay dos gemas colocadas en lugares estratégicos.
Las versiones de Master System y Game Gear incluyen también un modo de Práctica, en el que tan solo debes jugar tres cortos niveles, sin jefes.

## Niveles de Master System y Game Gear
- The Woods: Un bosque encantado lleno de árboles, flores, orugas, abejas... Que intentarán acabar contigo. Busca un camino bajo tierra para poder avanzar por el bosque, y calcula bien tus saltos sobre las hojas, que se mueven con el viento. El jefe es un árbol marchito, que girará inmune por la pantalla. Cuando pare, lanzará 3 hojas hacia el jugador, que deberá esquivar. Tendrá tan solo unos instantes para poder atacarle, antes de que vuelva a girar. Cuatro golpes serán suficientes.

- Toy Land: Un mundo de juguetes, con peligrosos payasos, coches y avioncitos radiocontrol, fichas de ajedrez, monos con platillos... Cuidado con los precipicios al comienzo del nivel, y usa los bloques que puedas necesitar por el camino. La puerta final está cerrada con llave, así que tendrás que buscarla. El jefe es un payaso en una caja, que saltará por la pantalla mientras caen pelotas. Golpéale siempre que puedas y no deje que te toque, y con 4 golpes caerá fulminado.

- Candy Land: Un mundo de dulces, con peligrosas gotas de chocolate, caramelos y rosquillas. La pantalla te perseguirá al comienzo del nivel, sin contar con las rosquillas que intentarán aplastarte, la peligrosa leche... El jefe de este nivel es una tableta de chocolate, que golpeará las paredes para lanzarte onzas de chocolate. Dos son malas y una es un bloque. Tras atacar, se irá transformando en onzas que irán al otro lado de la pantalla, y repetirá su ataque. Debes lanzarle a la cara 4 veces un bloque, y lograrás acabar con él.

- Giants Den: Una enorme biblioteca llena de peligrosas letras, notas, aviones... Especial cuidado con las letras, que se dividirán en 3 más pequeñas. Este nivel es más difícil de explorar que los anteriores. Cuando lleves una tercera parte del nivel, te encontrarás con una gema. La otra la tiene el jefe, un enorme libro que te tira letras. Debes saltar primero sobre ellas, para después caer sobre el libro. Esta vez necesitarás 6 golpes.

- Clock Tower: Una torre llena de maquinaria de reloj. Cuidado con los pequeños relojes, los engranajes, y, sobre todo, las plataformas que se moverán. Verás la gema hacia el comienzo del nivel, y tendrás que lograr llegar hasta ella. La otra la tiene un enorme reloj de péndulo, que te atacará con dos engranajes continuamente. De vez en cuando, la cara del reloj bajará a atacar, así que aprovecha para saltarle encima. Necesitarás 5 golpes para acabar con él.

- Witch Tower: Este nivel, basado en un castillo, es casi tan grande como el resto del juego junto. Tendrás que evitar armaduras, arañas, fantasmas... Necesitarás usar lámparas de luz para poder ver en muchos puntos, te perseguirá la pantalla en más de una ocasión, deberás usar a los fantasmas como plataforma... Hacia el final del nivel, si no eliges bien las puertas, puede que vuelvas a un punto anterior del nivel, o al comienzo del mismo. En este nivel hay dos jefes. El primero es un enorme dragón, que no parará de disparar bolas de fuego hacia ti. Tienes que lograr recoger la jarra y tirársela a la cabeza 5 veces para derrotarle. Justo después te encontrarás con la bruja. Flotará por la pantalla, creando dos rocas que intentarán golpearte. Debes coger la lámpara para poder ver, y tirársela unas cuantas veces para acabar con ella y, por tanto, con el juego.

## Juegos relacionados
- (1990) Castle of Illusion Starring Mickey Mouse
- (1990) Castle of Illusion Starring Mickey Mouse (videojuego de 8-bit)
- (1991) Quackshot Starring Donald Duck
- (1991) Fantasia Starring Mickey Mouse
- (1991) Lucky Dime Caper Starring Donald Duck
- (1992) Land of Illusion Starring Mickey Mouse
- (1992) World of Illusion Starring Mickey Mouse and Donald Duck
- (1993) Deep Duck Trouble Starring Donald Duck
- (1995) Legend of Illusion Starring Mickey Mouse
- (2013) Castle of Illusion Starring Mickey Mouse (videojuego de 2013)
- (2023) Disney Illusion Island

## Curiosidades
Un gag existe al final de cada juego. Tras terminarlo, todos los finales acabarían con una cortinilla cerrando un teatro, con personajes de Disney sentados como público. El primer juego en suceder esto fue Castle of Illusion.